# Функция Мертенса
Функция Мертенса — числовая функция, определяемая для натуральных чисел {\displaystyle n} формулой:
{\displaystyle M(n)=\sum \limits _{k=1}^{n}\mu (k)},
где {\displaystyle \mu (k)} — функция Мёбиуса. Иными словами, {\displaystyle M(n)} — это разность между количеством свободных от квадратов чисел, не превосходящих {\displaystyle n} и содержащих чётное число простых множителей, и количеством таких же чисел, но содержащих нечётное число простых множителей.
Может быть расширена на все положительные действительные числа следующим образом:
{\displaystyle M(x)=\sum \limits _{1\leqslant k\leqslant x}\mu (k)}.
Названа в честь Франца Мертенса, предложившего в 1897 году в связи с этой функцией гипотезу Мертенса (позднее отвергнутую).

## Свойства
Модуль функции не превосходит аргумент:
{\displaystyle |M(x)|\leqslant x}.
Нетривиальное доказанное свойство — {\displaystyle M(x)=o(x)}. Также установлено, что {\displaystyle M(x)=M([x])}, где {\displaystyle [x]} — целая часть числа {\displaystyle x}.
Серия тождеств, содержащих функцию Мертенса, получается единообразно на основе следующего факта: если {\displaystyle c_{n}=\sum \limits _{d|n}\mu (n/d)\,a_{d}}, то при {\displaystyle x\geqslant 1} справедливо тождество:
{\displaystyle \sum \limits _{k\leqslant x}M(x/k)a_{k}=C(x)}, где {\displaystyle C(x)=\sum \limits _{n\leqslant x}c_{n}} — сумматорная функция последовательности {\displaystyle c_{n}}.
В частности, отсюда получаются следующие тождества, справедливые при {\displaystyle x\geqslant 1}:
{\displaystyle \sum \limits _{k\leqslant x}M(x/k)=1} — характеристическое свойство функции Мертенса;
{\displaystyle \sum \limits _{k\leqslant x}M(x/k){\rm {ln}}\,k=\psi (x)}, где {\displaystyle \psi (x)} — вторая функция Чебышёва;
{\displaystyle \sum \limits _{k\leqslant x}M(x/k)|\mu (k)|=M({\sqrt {x}})};
{\displaystyle \sum \limits _{k\leqslant x}M(x/k)\Lambda (k)={\rm {ln}}\,[x]!}, где {\displaystyle \Lambda (k)} — функция Мангольдта;
{\displaystyle \sum \limits _{k\leqslant x}M(x/k)\tau (k)=[x]}, где {\displaystyle \tau (k)} — количество делителей числа {\displaystyle k}.
Функция Мертенса имеет области медленного изменения как в положительную, так и в отрицательную сторону, проходя средние и экстремальные значения, осциллируя, по видимости, хаотическим образом, проходя через нуль при следующих значениях {\displaystyle n}:
2, 39, 40, 58, 65, 93, 101, 145, 149, 150, 159, 160, 163, 164, 166, 214, 231, 232, 235, 236, 238, 254, 329, 331, 332, 333, 353, 355, 356, 358, 362, 363, 364, 366, 393, 401, 403, 404, 405, 407, 408, 413, 414, 419, 420, 422, 423, 424, 425, 427 …
Поскольку функция Мёбиуса может принимать только значения {\displaystyle -1,0,1}, функция Мертенса изменяется медленно: для всех {\displaystyle n} верно, что {\displaystyle |M(n)|\leqslant n}. Гипотеза Мертенса предполагала более сильное ограничение: для всех {\displaystyle n} абсолютное значение функции Мертенса не превосходит корня из {\displaystyle n}: {\displaystyle |M(n)|\leqslant {\sqrt {n}}}. Однако, гипотеза была опровергнута 1985 году Анджеем Одлыжко и Германом те Риле. Гипотеза Римана эквивалентна более слабой гипотезе о росте {\displaystyle M(n)}, а именно {\displaystyle M(n)=O(n^{1/2+\varepsilon })}. Поскольку наибольшие значения {\displaystyle M(n)} растут как минимум так же быстро, как и корень из {\displaystyle n}, это предположение довольно точно оценивает рост функции Мертенса ({\displaystyle O} обозначает O большое).

## Первые 160 значений
| {\displaystyle n}    | 1   | 2   | 3   | 4   | 5   | 6   | 7   | 8   | 9   | 10  | 11  | 12  | 13  | 14  | 15  | 16  | 17  | 18  | 19  | 20  |
| {\displaystyle M(n)} | 1   | 0   | -1  | -1  | -2  | -1  | -2  | -2  | -2  | -1  | -2  | -2  | -3  | -2  | -1  | -1  | -2  | -2  | -3  | -3  |
| {\displaystyle n}    | 21  | 22  | 23  | 24  | 25  | 26  | 27  | 28  | 29  | 30  | 31  | 32  | 33  | 34  | 35  | 36  | 37  | 38  | 39  | 40  |
| {\displaystyle M(n)} | -2  | -1  | -2  | -2  | -2  | -1  | -1  | -1  | -2  | -3  | -4  | -4  | -3  | -2  | -1  | -1  | -2  | -1  | 0   | 0   |
| {\displaystyle n}    | 41  | 42  | 43  | 44  | 45  | 46  | 47  | 48  | 49  | 50  | 51  | 52  | 53  | 54  | 55  | 56  | 57  | 58  | 59  | 60  |
| {\displaystyle M(n)} | -1  | -2  | -3  | -3  | -3  | -2  | -3  | -3  | -3  | -3  | -2  | -2  | -3  | -3  | -2  | -2  | -1  | 0   | -1  | -1  |
| {\displaystyle n}    | 61  | 62  | 63  | 64  | 65  | 66  | 67  | 68  | 69  | 70  | 71  | 72  | 73  | 74  | 75  | 76  | 77  | 78  | 79  | 80  |
| {\displaystyle M(n)} | -2  | -1  | -1  | -1  | 0   | -1  | -2  | -2  | -1  | -2  | -3  | -3  | -4  | -3  | -3  | -3  | -2  | -3  | -4  | -4  |
| {\displaystyle n}    | 81  | 82  | 83  | 84  | 85  | 86  | 87  | 88  | 89  | 90  | 91  | 92  | 93  | 94  | 95  | 96  | 97  | 98  | 99  | 100 |
| {\displaystyle M(n)} | -4  | -3  | -4  | -4  | -3  | -2  | -1  | -1  | -2  | -2  | -1  | -1  | 0   | 1   | 2   | 2   | 1   | 1   | 1   | 1   |
| {\displaystyle n}    | 101 | 102 | 103 | 104 | 105 | 106 | 107 | 108 | 109 | 110 | 111 | 112 | 113 | 114 | 115 | 116 | 117 | 118 | 119 | 120 |
| {\displaystyle M(n)} | 0   | -1  | -2  | -2  | -3  | -2  | -3  | -3  | -4  | -5  | -4  | -4  | -5  | -6  | -5  | -5  | -5  | -4  | -3  | -3  |
| {\displaystyle n}    | 121 | 122 | 123 | 124 | 125 | 126 | 127 | 128 | 129 | 130 | 131 | 132 | 133 | 134 | 135 | 136 | 137 | 138 | 139 | 140 |
| {\displaystyle M(n)} | -3  | -2  | -1  | -1  | -1  | -1  | -2  | -2  | -1  | -2  | -3  | -3  | -2  | -1  | -1  | -1  | -2  | -3  | -4  | -4  |
| {\displaystyle n}    | 141 | 142 | 143 | 144 | 145 | 146 | 147 | 148 | 149 | 150 | 151 | 152 | 153 | 154 | 155 | 156 | 157 | 158 | 159 | 160 |
| {\displaystyle M(n)} | -3  | -2  | -1  | -1  | 0   | 1   | 1   | 1   | 0   | 0   | -1  | -1  | -1  | -2  | -1  | -1  | -2  | -1  | 0   | 0   |

## Интегральное представление
Используя произведение Эйлера можно получить следующее представление:
{\displaystyle {\frac {1}{\zeta (s)}}=\prod \limits _{p}(1-p^{-s})=\sum \limits _{n=1}^{+\infty }{\frac {\mu (n)}{n^{s}}}},
где {\displaystyle \zeta (s)} — это дзета-функция Римана, а произведение берётся по всем простым {\displaystyle p}. Тогда, используя ряд Дирихле в правой части с формулой Перрона, получается:
{\displaystyle {\frac {1}{2\pi i}}\oint \limits _{C}{\frac {x^{s}}{s\zeta (s)}}ds=M(x),}
где {\displaystyle C} — замкнутая кривая, окружающая все корни {\displaystyle \zeta (s)}.
Для обращения используется преобразование Меллина:
{\displaystyle {\frac {1}{\zeta (s)}}=s\int \limits _{1}^{+\infty }{\frac {M(x)}{x^{s+1}}}dx,}
которое сохраняется при {\displaystyle \Re (s)>1}.
Из предположения, что существуют только некратные нетривиальные корни {\displaystyle \zeta (\rho )}, получается «точная формула» по теореме о вычетах:
{\displaystyle {\frac {1}{2\pi i}}\oint \limits _{C}{\frac {x^{s}}{s\zeta (s)}}ds=\sum \limits _{\rho }{\frac {x^{\rho }}{\rho \zeta '(\rho )}}-2+\sum \limits _{n=1}^{+\infty }{\frac {(-1)^{n-1}(2\pi )^{2n}}{(2n)!n\zeta (2n+1)x^{2n}}}.}
Вейль выдвинул предположение, что функция Мертенса удовлетворяет приближённому функционально-дифференциальному уравнению:
{\displaystyle {\frac {y(x)}{2}}-\sum \limits _{r=1}^{N}{\frac {B_{2r}}{(2r)!}}D_{t}^{2r-1}y\left({\frac {x}{t+1}}\right)+x\int _{0}^{x}{\frac {y(u)}{u^{2}}}du=x^{-1}H(\ln x),}
где {\displaystyle H(x)} — функция Хевисайда, {\displaystyle B_{2r}} — числа Бернулли, и все производные по {\displaystyle t} вычисляются при {\displaystyle t=0}.
Титчмарш (1960) доказал следующую формулу, включающую сумму с функцией Мёбиуса и нули дзета-функции Римана в форме:
{\displaystyle \sum \limits _{n=1}^{+\infty }{\frac {\mu (n)}{\sqrt {n}}}g(\ln n)=\sum \limits _{t}{\frac {h(t)}{\zeta '(1/2+it)}}+2\sum \limits _{n=1}^{+\infty }{\frac {(-1)^{n}(2\pi )^{2n}}{(2n)!\zeta (2n+1)}}\int \limits _{-\infty }^{+\infty }g(x)e^{-x(2n+1/2)}dx,}
где {\displaystyle t} в сумме пробегает все мнимые части нетривиальных нулей, а {\displaystyle (g,h)} связаны преобразованием Фурье, так что:
{\displaystyle \pi g(x)=\int \limits _{0}^{+\infty }h(u)\cos(ux)du}.

## Представление через последовательность Фарея
Другая формула для функции Мертенса:
{\displaystyle M(n)=\sum \limits _{a\in {\mathcal {F}}_{n}}e^{2\pi ia}},
где {\displaystyle {\mathcal {F}}_{n}} — последовательность Фарея порядка {\displaystyle n}.
Эта формула используется в доказательстве теореме Франеля — Ландау.

## Выражение через определитель
{\displaystyle M(n)} равна определителю (0,1)-матрицы Редхеффера порядка {\displaystyle n}, в которой {\displaystyle a_{ij}=1} тогда и только тогда, когда {\displaystyle j=1} или {\displaystyle i\mid j}.
Матрица Редхеффера возникает при решении следующей системы линейных уравнений:
{\displaystyle {\begin{cases}x_{1}+x_{2}+\dots +x_{n}=1\\x_{2}+x_{4}+\dots +x_{2[n/2]}=1\\x_{3}+x_{6}+\dots +x_{3[n/3]}=1\\\dots \\\sum \limits _{k\leqslant n,\,d|k}x_{k}=1\\\dots \\\end{cases}}}
Матрица системы имеет треугольный вид, на главной диагонали у неё стоят единицы, поэтому определитель системы равен единице и решение системы существует и единственно.
Решением системы являются числа {\displaystyle x_{1}=M(n),\,x_{2}=M(n/2),\,x_{3}=M(n/3),\,\dots ,\,x_{k}=M(n/k),\,\dots ,\,x_{n}=M(n/n)=1,} в силу характеристического свойства функции Мертенса: {\displaystyle \sum \limits _{k\leqslant x}M(x/k)=1}
При решении системы по правилу Крамера с учётом, что определитель системы равен 1, получается, что {\displaystyle x_{1}}, равный {\displaystyle M(n)}, равен определителю матрицы, полученной из матрицы системы заменой первого столбца на столбец из единиц, а это и есть матрица Редхеффера порядка {\displaystyle n}.

## Вычисление
Функция Мертенса была вычислена для возрастающих диапазонов {\displaystyle n}:
- Мертенс (1897) — 104,
- фон Штернек (1897) — 1,5⋅105,
- фон Штернек (1901) — 5⋅105,
- фон Штернек (1912) — 5⋅106,
- Нойбауэр (1963) — 108,
- Коэн и Дресс (1979) — 7,8⋅109,
- Дресс (1993) — 1012,
- Лиун и ван де Луне (1994) — 1013,
- Котник и ван де Луне (2003) — 1014

Функция Мертенса для всех целых, не превосходящих {\displaystyle N}, может быть вычислена за время {\displaystyle O(N^{1+\varepsilon })}. Существует элементарный алгоритм, вычисляющий изолированное значение {\displaystyle M(N)} за время {\displaystyle O(N^{2/3+\varepsilon })}.

## Приложения
В элементарном доказательстве теоремы о распределении простых чисел Гельфонд доказал и использовал тот факт, что из {\displaystyle M(x)=o(x)} следует {\displaystyle \pi (x)={\frac {x}{\ln {x}}}+o\left({\frac {x}{\ln {x}}}\right)}.